# Liste der Lordkanzler von England und Großbritannien
Diese Liste zeigt jene Personen, die das Amt des Lordkanzlers beziehungsweise alternativ das Amt des Lordhüters des Großen Siegels von England bzw. Großbritannien innehatten.

## Frühe Kanzler von England
- Angmendus (605)
- Cenmora (?)
- Bosa (?)
- Swithulplus (?)
- St. Swithin (827)
- Turketel (920)
- Adolphus (959)
- Alfric (978)
- Lesfric (1043)
- Reinhildus (1050)

## Lordkanzler von England, 1068–1707
- Regenbald (1060–1068)
- Herfast (1068–1070)
- Osmund von Sées (1070–1078)
- Maurice, Erzdekan von Le Mans (1078–1085)
- Gerard von Rouen (1085–1092)
- Robert Blouet (1092–1093)
- William Giffard (1093–1101)
- Roger (1101–1102)
- Waldric (1102–1107)
- Ranulf Flambard (1107–1123)
- Geoffrey Rufus (1123–1133)
- Robert de Sigillo (1133–1135) (als Lordhüter des Großen Siegels)
- Roger Le Poer (1135–1139)
- Philip de Harcourt, Dekan von Lincoln (1139–1140)
- Robert von Gent, Dekan von York (1140–1141)
- William FitzGilbert (1141–1142)
- William de Vere (1142)
- Robert von Gent, Dekan von York (1142–1154)
- Thomas Becket, Erzbischof von Canterbury (1155–1162)
- Geoffrey Ridel, Bischof von Ely (1162–1173)
- Ralph de Warneville, Kämmerer von York (1173–1181)
- Geoffrey Plantagenet (1181–1189)
- Wilhelm von Longchamp, Bischof von Ely (1189–1197)
- Eustace, Bischof von Ely (1197–1199)
- Hubert Walter, Erzbischof von Canterbury (1199–1205)
- Walter de Gray (1205–1214)
- Richard Marsh (1214–1226)
- Ralph de Neville, Bischof von Chichester (1226–1240)
- Richard le Gras, Abt von Evesham (1240–1242)
- Ralph de Neville, Bischof von Chichester (1242–1244)
- Silvester of Everdon, Archidiakon von Chester (1244–1246) (als Lordhüter des Großen Siegels)
- John Mansel, Propst von Beverley (1246–1247) (als Lordhüter des Großen Siegels)
- John of Lexinton (1247–1248) (als Lordhüter des Großen Siegels)
- John Mansel (1248–1249) (als Lordhüter des Großen Siegels)
- John of Lexinton (1249–1250) (als Lordhüter des Großen Siegels)
- William of Kilkenny (1250–1255) (als Lordhüter des Großen Siegels)
- Henry of Wingham (1255–1260)
- Nicholas of Ely, Archidiakon von Ely (1260–1261)
- Walter of Merton, Archidiakon von Bath (1261–1263)
- Nicholas of Ely, Archidiakon von Ely (1263)
- John of Chishall, Archidiakon von London (1263–1264)
- Thomas de Cantilupe, Archidiakon von Stafford (1264–1265)
- Ralph Sandwich (1265) (als Lordhüter des Großen Siegels)
- Walter Giffard, Bischof von Bath und Wells (1265–1266)
- Godfrey Giffard, Archidiakon von Wells (1266–1268)
- John of Chishall, Dekan von St. Paul’s (1268–1269)
- Richard Middleton, Archidiakon von Northumberland (1269–1272)
- Walter of Merton, Archidiakon von Bath (1272–1274)
- Robert Burnell, Bischof von Bath (1274–1292)
- John Langton, Kanoniker von Lincoln (1292–1302)
- William Greenfield, Dekan von Chichester (1302–1305)
- William Hamilton, Dekan von York (1305–1307)
- Ralph Baldock, Bischof von London (1307)
- John Langton, Bischof von Chichester (1307–1310)
- Walter Reynolds, Bischof von Worcester (1310–1314)
- John Sandale, Kanoniker von Lincoln (1314–1318)
- John Hotham, Bischof von Ely (1318–1320)
- John Salmon, Bischof von Norwich (1320–1323)
- Robert Baldock, Archidiakon von Middlesex (1323–1327)
- William Airmyn, Bischof von Norwich (1327–1328)
- Henry Burghersh, Bischof von Lincoln (1328–1330)
- John Stratford, Bischof von Winchester (1330–1334)
- Richard de Bury, Bischof von Durham (1334–1335)
- John Stratford, Erzbischof von Canterbury (1335–1337)
- Robert de Stratford, Bischof von Chichester (1337–1338)
- Richard Bintworth, Bischof von London (1338–1339)
- John Stratford, Erzbischof von Canterbury (1340)
- Sir Robert Bourchier (1340–1341)
- Sir Robert Parving (1341–1343)
- Sir Robert Sadington (1343–1345)
- John Offord, Dekan von Lincoln (1345–1349)
- John von Thoresby, Bischof von Worcester (1349–1356)
- William Edington, Bischof von Winchester (1356–1363)
- Simon Langham, Bischof von Ely (1363–1367)
- William von Wykeham, Bischof von Winchester (1367–1371)
- Sir Robert Thorp (1371–1372)
- Sir John Knyvet (1372–1377)
- Adam Houghton, Bischof von St David’s (1377–1378)
- Richard Scrope, 1. Baron Scrope of Bolton (1378–1380)
- Simon Sudbury, Erzbischof von Canterbury (1380–1381)
- Hugh Seagrave (1381) (als Lordhüter des Großen Siegels)
- William Courtenay, Bischof von London (1381)
- Richard Scrope, 1. Baron Scrope of Bolton (1381–1382)
- Robert Braybrook, Bischof von London (1382–1383)
- Michael de la Pole, 1. Earl of Suffolk (1383–1386)
- Thomas Arundel, Bischof von Ely (1386–1389)
- William von Wykeham, Bischof von Winchester (1389–1391)
- Thomas Arundel, Erzbischof von York (1391–1396)
- Edmund Stafford, Bischof von Exeter (1396–1399)
- Thomas Arundel, Erzbischof von Canterbury (1399)
- John Scarle, Archidiakon von Lincoln (1399–1401)
- Edmund Stafford, Bischof von Exeter (1401–1403)
- Henry Beaufort, Bischof von Lincoln (1403–1405)
- Thomas Langley, Dekan von York (1405–1407)
- Thomas Arundel, Erzbischof von Canterbury (1407–1410)
- Sir Thomas Beaufort (1410–1412)
- Thomas Arundel, Erzbischof von Canterbury (1412–1413)
- Henry Beaufort, Bischof von Winchester (1413–1417)
- Thomas Langley, Bischof von Durham (1417–1424)
- Henry Beaufort, Bischof von Winchester (1424–1426)
- John Kemp, Erzbischof von York (1426–1432)
- John Stafford, Bischof von Bath (später Erzbischof von Canterbury) (1432–1450)
- John Kemp, Erzbischof von York (1450–1454)
- Richard Neville, 5. Earl of Salisbury (1454–1455)
- Thomas Bourchier, Erzbischof von Canterbury (1455–1456)
- William Waynflete, Bischof von Winchester (1456–1460)
- George Neville, Bischof von Exeter (1460–1467)
- Robert Stillington, Bischof von Bath (1467–1470)
- George Neville, Erzbischof von York (1470–1471)
- Robert Stillington, Bischof von Bath (1471–1473)
- Laurence Booth, Bischof von Durham (1473–1475)
- John Alcock, Bischof von Rochester (1475)
- Thomas Rotherham, Bischof von Lincoln (1475–1483)
- John Russell, Bischof von Lincoln (1483–1485)
- Thomas Rotherham, Erzbischof von York (1485)
- John Alcock, Bischof von Worcester (1485–1487)
- John Morton, Erzbischof von Canterbury (1487–1500)
- Henry Deane, Erzbischof von Canterbury (1500–1502) (als Lordhüter des Großen Siegels)
- William Warham, Erzbischof von Canterbury (1502–1515) (bis 1504 Lordhüter des Großen Siegels)
- Thomas Wolsey, Erzbischof von York (1515–1529)
- Sir Thomas More (1529–1532)
- Thomas Audley, 1. Baron Audley of Walden (1532–1544)
- Thomas Wriothesley, 1. Earl of Southampton (1544–1547)
- William Paulet, 1. Marquess of Winchester (1547) (als Lordhüter des Großen Siegels)
- Richard Rich, 1. Baron Rich (1547–1551)
- Thomas Goodrich, Bischof von Ely (1552–1553)
- Stephen Gardiner, Bischof von Winchester (1553–1555)
- Nicholas Heath, Erzbischof von York (1555–1558)
- Sir Nicholas Bacon (1558–1579) (als Lordhüter des Großen Siegels)
- Sir Thomas Bromley (1579–1587) (als Lordhüter des Großen Siegels)
- Sir Christopher Hatton (1587–1591) (als Lordhüter des Großen Siegels)
- vakant (1591–1592)
- Sir John Puckering (1592–1596) (als Lordhüter des Großen Siegels)
- Thomas Egerton, 1. Baron Ellesmere (1596–1617) (bis 1603 als Lordhüter des Großen Siegels)
- Francis Bacon, 1. Baron Verulam (1617–1621) (bis 1618 als Lordhüter des Großen Siegels)
- vakant (1621)
- John Williams, Bischof von Lincoln (1621–1625) (als Lordhüter des Großen Siegels)
- Thomas Coventry, 1. Baron Coventry (1625–1640) (als Lordhüter des Großen Siegels)
- John Finch, 1. Baron Finch (1640–1641) (als Lordhüter des Großen Siegels)
- Edward Littleton, 1. Baron Lyttleton of Mounslow (1641–1642) (als Lordhüter des Großen Siegels)
- Sir Richard Lane (1645–1653) (als Lordhüter des Großen Siegels)
- Sir Edward Herbert (1653–1658) (als Lordhüter des Großen Siegels)
- Edward Hyde, 1. Earl of Clarendon (1658–1667)
- Sir Orlando Bridgeman (1667–1672) (als Lordhüter des Großen Siegels)
- Anthony Ashley Cooper, 1. Earl of Shaftesbury (1672–1673)
- Heneage Finch, 1. Earl of Nottingham (1673–1682) (bis 1675 als Lordhüter des Großen Siegels)
- Francis North, 1. Baron Guilford (1682–1685) (als Lordhüter des Großen Siegels)
- George Jeffreys (1685–1688)
- vakant (1689–1693)
- John Somers, 1. Baron Somers (1693–1700) (bis 1697 als Lordhüter des Großen Siegels)
- Sir Nathan Wright (1700–1705) (als Lordhüter des Großen Siegels)
- William Cowper, 1. Earl Cowper (1705–1707) (als Lordhüter des Großen Siegels)

## Lordkanzler von Großbritannien, 1707–heute
- William Cowper, 1. Earl Cowper (1707–1710)
- Simon Harcourt, 1. Viscount Harcourt (1710–1714) (bis 1713 als Lordhüter des Großen Siegels)
- William Cowper, 1. Earl Cowper (1714–1718)
- Thomas Parker, 1. Earl of Macclesfield (1718–1725)
- vakant (1725)
- Peter King, 1. Baron King (1725–1733)
- Charles Talbot, 1. Baron Talbot of Hensol (1733–1737)
- Philip Yorke, 1. Earl of Hardwicke (1737–1756)
- vakant (1756–1757)
- Robert Henley, 1. Earl of Northington (1757–1766) (bis 1761 als Lordhüter des Großen Siegels)
- Charles Pratt, 1. Earl Camden (1766–1770)
- Charles Yorke (1770)
- vakant (1770–1771)
- Henry Bathurst, 2. Earl Bathurst (1771–1778)
- Edward Thurlow, 1. Baron Thurlow (1778–1783)
- vakant (1783)
- Edward Thurlow, 1. Baron Thurlow (1783–1792)
- vakant (1792–1793)
- Alexander Wedderburn, 1. Earl of Rosslyn (1793–1801)
- John Scott, 1. Baron Eldon (1801–1806)
- Thomas Erskine, 1. Baron Erskine (1806–1807)
- John Scott, 1. Earl of Eldon (1807–1827)
- John Singleton Copley, 1. Baron Lyndhurst (1827–1830)
- Henry Brougham, 1. Baron Brougham and Vaux (1830–1834)
- John Singleton Copley, 1. Baron Lyndhurst (1834–1835)
- vakant (1835–1836)
- Charles Pepys, 1. Earl of Cottenham (1836–1841)
- John Singleton Copley, 1. Baron Lyndhurst (1841–1846)
- Charles Pepys, 1. Earl of Cottenham (1846–1850)
- Thomas Wilde, 1. Baron Truro (1850–1852)
- Edward Sugden, 1. Baron St. Leonards (1852)
- Robert Rolfe, 1. Baron Cranworth (1852–1858)
- Frederic Thesiger, 1. Baron Chelmsford (1858–1859)
- John Campbell, 1. Baron Campbell (1859–1861)
- Richard Bethell, 1. Baron Westbury (1861–1865)
- Robert Rolfe, 1. Baron Cranworth (1865–1866)
- Frederic Thesiger, 1. Baron Chelmsford (1866–1868)
- Hugh Cairns, 1. Earl Cairns (1868)
- William Page Wood, 1. Baron Hatherley (1868–1872)
- Roundell Palmer, 1. Earl of Selborne (1872–1874)
- Hugh Cairns, 1. Earl Cairns (1874–1880)
- Roundell Palmer, 1. Earl of Selborne (1880–1885)
- Hardinge Giffard, 1. Earl of Halsbury (1885–1886)
- Farrer Herschell, 1. Baron Herschell (1886)
- Hardinge Giffard, 1. Earl of Halsbury (1886–1892)
- Farrer Herschell, 1. Baron Herschell (1892–1895)
- Hardinge Giffard, 1. Earl of Halsbury (1895–1905)
- Robert Reid, 1. Earl of Loreburn (1905–1912)
- Richard Burdon Haldane, 1. Viscount Haldane (1912–1915)
- Stanley Buckmaster, 1. Viscount Buckmaster (1915–1916)
- Robert Finlay, 1. Viscount Finlay (1916–1919)
- Frederick Edwin Smith, 1. Earl of Birkenhead (1919–1922)
- George Cave, 1. Viscount Cave (1922–1924)
- Richard Burdon Haldane, 1. Viscount Haldane (1924)
- George Cave, 1. Viscount Cave (1924–1928)
- Douglas Hogg, 1. Viscount Hailsham (1928–1929)
- John Sankey, 1. Viscount Sankey (1929–1935)
- Douglas Hogg, 1. Viscount Hailsham (1935–1938)
- Frederic Maugham, 1. Viscount Maugham (1938–1939)
- Thomas Inskip, 1. Viscount Caldecote (1939–1940)
- John Allsebrook Simon, 1. Viscount Simon (1940–1945)
- William Jowitt, 1. Earl Jowitt (1945–1951)
- Gavin Simonds, 1. Viscount Simonds (1951–1954)
- David Maxwell Fyfe, 1. Earl of Kilmuir (1954–1962)
- Reginald Manningham-Buller, 1. Viscount Dilhorne (1962–1964)
- Gerald Gardiner, Baron Gardiner (1964–1970)
- Quintin Hogg, Baron Hailsham of St Marylebone (1970–1974)
- Elwyn Jones, Baron Elwyn-Jones (1974–1979)
- Quintin Hogg, Baron Hailsham of St Marylebone (1979–1987)
- Michael Havers, Baron Havers (1987)
- James Mackay, Baron Mackay of Clashfern (1987–1997)
- Derry Irvine, Baron Irvine of Lairg (1997–2003)
- Charles Falconer, Baron Falconer of Thoroton (2003–2007)
- Jack Straw (2007–2010)
- Kenneth Clarke (2010–2012)
- Chris Grayling (2012–2015)
- Michael Gove (2015–2016)
- Elizabeth Truss (2016–2017)
- David Lidington (2017–2018)
- David Gauke (2018–2019)
- Robert Buckland (2019–2021)
- Dominic Raab (2021–2022)
- Brandon Lewis (2022)
- Dominic Raab (2022–2023)
- Alex Chalk (2023–2024)
- Shabana Mahmood (seit 5. Juli 2024)